# Niala górska
Niala górska (Tragelaphus buxtoni) – gatunek dużego ssaka parzystokopytnego z rodziny wołowatych, zaliczany do antylop, blisko spokrewniony z nialą grzywiastą i kudu (kudu wielkie i kudu małe).

## Występowanie i biotop
Obecny zasięg występowania gatunku jest ograniczony do niewielkich obszarów prowincji Arussi i Bale w Etiopii, na wysokościach 3000–4200 m n.p.m. na terenie Parku Narodowego Bale Mountains. Jego siedliskiem są formacje krzewiaste.

## Charakterystyka ogólna
| Podstawowe dane         | Podstawowe dane  |
| ----------------------- | ---------------- |
| Długość ciała           | 190–260 cm       |
| Wysokość w kłębie       | 90–135 cm        |
| Długość ogona           | ?                |
| Masa ciała              | 150–300 kg       |
| Dojrzałość płciowa      | 18–24 miesięcy   |
| Okres godowy            | grudzień–styczeń |
| Ciąża                   | 8–9 miesięcy     |
| Liczba młodych w miocie | 1                |
| Długość życia           | 15–20 lat        |

### Wygląd
Niala górska jest niższa w kłębie od niali grzywiastej, ale dłuższa i cięższa. Samice osiągają 150–200 kg, a samce 180–300 kg masy ciała. Ubarwienie szare do szarobrązowego, spodem jaśniejsze, zależne od wieku osobnika – u młodszych dominuje kolor brązowy, u starszych szary.
Wyraźnie zaznaczony jest dymorfizm płciowy – samce są większe od samic, mają spiralnie zakręcone (1,5–2 obrotów) rogi, a ich ubarwienie jest ciemniejsze w porównaniu z samicami w tym samym wieku.

### Tryb życia
Wędrują w stadach złożonych z kilku do kilkunastu osobników, zwykle samic z młodymi, czasem samców. Starsze samce wędrują samotnie. Niala górska jest gatunkiem roślinożernym. Żywi się ziołami, krzewami i trawami. Wykazują aktywność późnym popołudniem, nocą i wczesnym rankiem.

### Rozród
Okres godowy przypada zwykle na grudzień–styczeń, ale może odbywać się w innych miesiącach. Po ponad 8-miesięcznej ciąży rodzi się jedno młode, które przez kilka tygodni przebywa ukryte w gęstwinach. Po dołączeniu do stada młode pozostaje pod opieką matki przez około dwa lata.

## Podgatunki
Nie wyróżniono podgatunków Tragelaphus buxtoni.

## Zagrożenia i ochrona
Głównym naturalnym wrogiem niali jest lampart plamisty. Mniejsze drapieżniki polują na młode niale, natomiast krokuta cętkowana i lew afrykański rzadko wkraczają na obszary zajmowane przez nialę górską.
Gatunek nie jest objęty konwencją waszyngtońską CITES. W Czerwonej księdze gatunków zagrożonych Międzynarodowej Unii Ochrony Przyrody i Jej Zasobów został zaliczony do kategorii EN (endangered – zagrożony wyginięciem). Do głównych przyczyn zagrożenia zaliczono polowania i utratę siedlisk. Obecna dzika populacja liczy prawdopodobnie mniej niż 2500 osobników.